# Біксад (комуна, Ковасна)
Біксад (рум. Bixad) — комуна у повіті Ковасна в Румунії. До складу комуни входить єдине село Біксад.
Комуна розташована на відстані 185 км на північ від Бухареста, 27 км на північ від Сфинту-Георге, 53 км на північ від Брашова.

## Населення
У 2009 році у комуні проживали 1942 особи.

## Зовнішні посилання
- Дані про комуну Біксад на сайті Ghidul Primăriilor [Архівовано 15 травня 2012 у Wayback Machine.]